# Chay Shegog
Chalysa Janee „Chay” Shegog (ur. 22 lutego 1990 w San Diego) – amerykańska koszykarka filipińskiego pochodzenia, występująca na pozycji środkowej, obecnie zawodniczka rumuńskiego ASC Sepsi SIC Sfantu Gheorghe.

## Osiągnięcia
Stan na 20 kwietnia 2017, na podstawie, o ile nie zaznaczono inaczej.
NCAA
- Uczestniczka:
  - rozgrywek Sweet Sixteen turnieju NCAA (2011)
  - turnieju NCAA (2009–2011)
- Zaliczona do:
  - I składu debiutantek konferencji Atlantic Coast (ACC – 2009)
  - II składu All-ACC (2012)

Drużynowe
- Brązowa medalistka mistrzostw Polski (2016)
- Finalistka:
  - pucharu Polski (2016)
  - ligi rumuńskiej (2017)
- Uczestniczka rozgrywek Euroligi (2012/13)

Indywidualne
- Liderka PLKK w skuteczności rzutów z gry (2016)

Reprezentacja
- Mistrzyni świata U–19 (2009)